# I Just Wanna Live
I Just Wanna Live è un singolo del gruppo musicale statunitense Good Charlotte, pubblicato il 15 novembre 2004 come secondo estratto dal terzo album in studio The Chronicles of Life and Death. La musica è caratterizzata da un sound molto computerizzato. Il genere si distacca dal punk rock, infatti la canzone viene considerata "l'avvio dei Good Charlotte al pop".

## Tracce
Versione Standard
1. I Just Wanna Live (album version) – 2:47

US (CD)
1. I Just Wanna Live – 2:47
2. S.O.S. (AOL Sessions) – 3:31
3. The World Is Black (AOL Sessions) – 3:15
4. I Just Wanna Live (video musicale) – 3:16

## Classifiche
| Classifiche (2005) | Posizione migliore |
| ------------------ | ------------------ |
| Australia          | 12                 |
| Austria            | 15                 |
| Ecuador            | 2                  |
| Germania           | 19                 |
| Grecia             | 20                 |
| Irlanda            | 15                 |
| Italia             | 9                  |
| Nuova Zelanda      | 6                  |
| Paesi Bassi        | 23                 |
| Regno Unito        | 9                  |
| Repubblica Ceca    | 32                 |
| Stati Uniti        | 51                 |
| Svezia             | 27                 |
| Svizzera           | 21                 |

### In Italia
| Classifica di fine anno italiana (2005) | Posizione |
| --------------------------------------- | --------- |
| Classifica italiana                     | 50        |

## Formazione
- Joel Madden – voce
- Benji Madden – chitarra
- Billy Martin – chitarra e tastiera
- Paul Thomas – basso
- Chris Wilson – batteria